# Diplomatic Immunity
"Diplomatic Immunity" é um single do rapper e cantor canadense Drake. A canção foi lançada em 19 de janeiro de 2018 e faz parte do EP Scary Hours. Em simultâneo com "God's Plan", entrou no top 10 da Billboard Hot 100 (Estados Unidos), tornando-se "God's Plan" e "Diplomatic Immunity" a vigésima primeira e vigésima segunda entrada de Drake enquanto vocalista creditado (principal ou secundário) no top 10 da parada musical. Isso fez com que Drake se tornasse o primeiro artista na história da Billboard Hot 100 a debutar duas canções no top 10 duas vezes (a primeira vez havia acontecido em abril de 2017, quando suas canções "Passionfruit" e "Portland" estrearam no nº 8 e nº 9 da Hot 100, respectivamente). Debutando na sétima posição da parada - a sua posição máxima na mesma -, alcançou a sexta posição no Canadá e a vigésima primeira posição na UK Singles Chart, em 26 de janeiro de 2018.

## Posições
| Tabela musical (2018)                        | Melhor posição |
| -------------------------------------------- | -------------- |
| Austrália (ARIA)                             | 54             |
| Áustria (Ö3 Austria Top 40)                  | 64             |
| Canadá (Canadian Hot 100)                    | 6              |
| França (SNEP)                                | 60             |
| Grécia (IFPI)                                | 26             |
| Irlanda (IRMA)                               | 38             |
| Países Baixos (Single Top 100)               | 61             |
| Nova Zelândia (RMNZ)                         | 3              |
| Suécia (Sverigetopplistan)                   | 84             |
| Suíça (Schweizer Hitparade)                  | 42             |
| Portugal (Top Português de Singles)          | 60             |
| Reino Unido (UK Singles)                     | 21             |
| Reino Unido (UK R&B )                        | 8              |
| Estados Unidos (Billboard Hot 100)           | 7              |
| Estados Unidos (Billboard R&B/Hip-Hop Songs) | 4              |